# Роман II (правитель Молдавского княжества)
Роман II (молд. Роман II; 1426—1448) — господарь Молдавского княжества с 15 сентября 1447 по 23 февраля 1448 года.

## Биография
Сын молдавского господаря Ильи I и Марии Андреевны, княжны Гольшанской.
В 1447 году убил своего дядю Стефана II и при поддержке поляков стал господарём.
Когда Пётр II занял престол в 1448 году, Роман II сбежал в Краков, где и умер в возрасте 22 лет.